# I. Olaf dán király
I. Olaf Svensson vagy Éhes Olaf (dánul Oluf Hunger), (1052 – 1095. augusztus 18.) Dánia királya volt 1086-tól haláláig.

## Élete
II. Svend Estridson törvénytelen fiaként született. Testvéreivel, Ubbéval, Haralddal és Nielsszel összefogott az ugyancsak testvére, Knut ellen. Knut meggyilkolása után, Olaf uralkodása alatt Dániában több éven keresztül kevés gabona termett és éhínség tombolt, ezért kapta a melléknevét. Elődje, a meggyilkolt Knut követői azzal vádolták, hogy miatta sújtja az éhínség az országot. Rejtélyes körülmények közt halt meg 1095 augusztusában. A feltételezések szerint öngyilkos lett.
Házassága Norvégiai Ingegerddel, III. Harald norvég király leányával gyermektelen maradt.